# Liste der Einträge im National Register of Historic Places im Elbert County (Colorado)

Lage des Elbert County in Colorado

Die Liste der Einträge im National Register of Historic Places im Elbert County in Colorado führt die Bauwerke und historischen Stätten im Elbert County auf, die in das National Register of Historic Places aufgenommen wurden.
Legende
| NRHP | Historic Place             |
| HD   | Historic District          |
| NHL  | National Historic Landmark |

Elbert County
| [ 2 ] | Name                                | Bild                                | Eintragsdatum                 | Lage                                       | Ort    | Beschreibung |
| ----- | ----------------------------------- | ----------------------------------- | ----------------------------- | ------------------------------------------ | ------ | ------------ |
| 1     | St. Mark United Presbyterian Church | St. Mark United Presbyterian Church | 18. Sep. 1980 ID-Nr. 80000899 | 225 Main St. 39° 13′ 13″ N, 104° 32′ 14″ W | Elbert |              |